# British Home Championship 1899
De British Home Championship van 1899 was de 16e editie van de British Home Championship. Het toernooi werd gehouden van 18 februari tot en met 8 april 1899. Engeland werd kampioen.

## Eindstand
| Team      | Gsp | W | G | V | DV | DT | DS  | Ptn |
| --------- | --- | - | - | - | -- | -- | --- | --- |
| Engeland  | 3   | 3 | 0 | 0 | 19 | 3  | +16 | 6   |
| Schotland | 3   | 2 | 0 | 1 | 16 | 3  | +13 | 4   |
| Ierland   | 3   | 1 | 0 | 2 | 4  | 22 | –18 | 2   |
| Wales     | 3   | 0 | 0 | 3 | 0  | 11 | –11 | 0   |

## Wedstrijden
|                                                     | |        |                                    |                                                                                 |
| 18 februari 1899 «onderlinge duels» 15:00 uur (UTC) | Engeland | 13 – 2 | Ierland                            | Roker Park, Sunderland Toeschouwers: 13.000 Scheidsrechter: Alex Hamilton (SCO) |
| 18 februari 1899 «onderlinge duels» 15:00 uur (UTC) | Frank Forman 15', 20', 52' Charlie Athersmith 25' Gilbert Smith 32', 59', 60', 63' Steve Bloomer 40', 90' Jimmy Settle 53', 55', 80' |        | 65' Joe McAllen 88' James Campbell | Roker Park, Sunderland Toeschouwers: 13.000 Scheidsrechter: Alex Hamilton (SCO) |

|                                                      |                   |       |       |                                                                                      |
| 4 maart 1899 «onderlinge duels» 15:30 uur (UTC–0:25) | Ierland           | 1 – 0 | Wales | Grosvenor Park, Belfast Toeschouwers: 10.000 Scheidsrechter: Charles Sutcliffe (ENG) |
| 4 maart 1899 «onderlinge duels» 15:30 uur (UTC–0:25) | Philip Meldon 60' |       |       | Grosvenor Park, Belfast Toeschouwers: 10.000 Scheidsrechter: Charles Sutcliffe (ENG) |

|                                                  |       |                                                                       |           |                                                                                         |
| 18 maart 1899 «onderlinge duels» 15:30 uur (UTC) | Wales | 0 – 6                                                                 | Schotland | Racecourse Ground, Wrexham Toeschouwers: 12.000 Scheidsrechter: Charles Sutcliffe (ENG) |
| 18 maart 1899 «onderlinge duels» 15:30 uur (UTC) |       | 22', 55' John Campbell 50', 75', 85' Robert McColl 70' Henry Marshall |           | Racecourse Ground, Wrexham Toeschouwers: 12.000 Scheidsrechter: Charles Sutcliffe (ENG) |

|                                                  |                                                           |       |       |                                                                              |
| 20 maart 1899 «onderlinge duels» 15:30 uur (UTC) | Engeland                                                  | 4 – 0 | Wales | Ashton Gate, Bristol Toeschouwers: 7.000 Scheidsrechter: Tom Robertson (SCO) |
| 20 maart 1899 «onderlinge duels» 15:30 uur (UTC) | Ernest Needham 30' Steve Bloomer 44', 86' Fred Forman 60' |       |       | Ashton Gate, Bristol Toeschouwers: 7.000 Scheidsrechter: Tom Robertson (SCO) |

|                                                  | |       |                    |                                                                                   |
| 25 maart 1899 «onderlinge duels» 15:30 uur (UTC) | Schotland | 9 – 1 | Ierland            | Celtic Park, Glasgow Toeschouwers: 12.000 Scheidsrechter: Charles Sutcliffe (ENG) |
| 25 maart 1899 «onderlinge duels» 15:30 uur (UTC) | Robert McColl 2', 35', 46' Alec Christie 8' Robert Hamilton 15' Jack Bell 40' Robert Hamilton 60' John Campbell 70', 85' |       | 54' Archie Goodall | Celtic Park, Glasgow Toeschouwers: 12.000 Scheidsrechter: Charles Sutcliffe (ENG) |

|                                                 |                                    |       |                     |                                                                                 |
| 8 april 1899 «onderlinge duels» 15:30 uur (UTC) | Engeland                           | 2 – 1 | Schotland           | Villa Park, Birmingham Toeschouwers: 25.590 Scheidsrechter: James Torrens (IRL) |
| 8 april 1899 «onderlinge duels» 15:30 uur (UTC) | Gilbert Smith 25' Jimmy Settle 40' |       | 52' Robert Hamilton | Villa Park, Birmingham Toeschouwers: 25.590 Scheidsrechter: James Torrens (IRL) |